# Roumanie aux Jeux olympiques d'été de 2016
La Roumanie participe aux Jeux olympiques d'été de 2016 à Rio de Janeiro au Brésil du 5 août au 21 août. Il s'agit de sa 21e participation à des Jeux d'été.

## Nombre d'athlètes qualifiés par sport
Voici la liste des qualifiés roumains par sport :
| Sport           | Hommes | Femmes | Total |
| --------------- | ------ | ------ | ----- |
| Athlétisme      | 6      | 16     | 22    |
| Aviron          | 6      | 12     | 18    |
| Boxe            | 1      | 0      | 1     |
| Cyclisme        | 1      | 0      | 1     |
| Escrime         | 1      | 5      | 6     |
| Gymnastique     | 2      | 2      | 4     |
| Haltérophilie   | 2      | 2      | 4     |
| Handball        | 0      | 15     | 15    |
| Judo            | 1      | 3      | 4     |
| Lutte           | 4      | 1      | 5     |
| Natation        | 5      | 1      | 6     |
| Tennis          | 2      | 4      | 6     |
| Tennis de table | 2      | 3      | 5     |
| Tir             | 1      | 0      | 1     |
| Total           | 34     | 64     | 98    |

## Médaillés

### Médailles d’or
| Sport              | Discipline       | Athlète(s)                                                    | Performance          | Date    |
| Médailles d’or : 1 |                  |                                                               |                      |         |
| Escrime            | Épée par équipes | Ana Maria Popescu Simona Pop Simona Gherman Loredana Dinu (R) | 44 - 38 contre Chine | 11 août |

| Sport                  | Discipline       | Athlète(s)                  | Performance                            | Date    |
| Médailles d’argent : 1 |                  |                             |                                        |         |
| Tennis                 | Double messieurs | Florin Mergea / Horia Tecău | battus par Nadal / López 2-6, 6-3, 4-6 | 12 août |

| Sport                   | Discipline   | Athlète(s) | Performance        | Date    |
| Médailles de bronze : 2 |              | |                    |         |
| Aviron                  | Huit         | Mădălina Bereș Andreea Boghian Adelina Boguș Roxana Cogianu Iuliana Popa Laura Oprea Mihaela Petrilă Ioana Strungaru Daniela Druncea (barreur) | 6 min 04 s 10      | 13 août |
| Lutte                   | Libre -97 kg | Albert Saritov | Bat Odikadze 4 - 0 | 21 août |

| Médailles par jour | Médailles par jour | Médailles par jour             | Médailles par jour                 | Médailles par jour                  | Médailles par jour |
| ------------------ | ------------------ | ------------------------------ | ---------------------------------- | ----------------------------------- | ------------------ |
| Jour               | Date               | Médaille d'or, Jeux olympiques | Médaille d'argent, Jeux olympiques | Médaille de bronze, Jeux olympiques | Total              |
| 1er                | 6 août             | 0                              | 0                                  | 0                                   | 0                  |
| 2e                 | 7 août             | 0                              | 0                                  | 0                                   | 0                  |
| 3e                 | 8 août             | 0                              | 0                                  | 0                                   | 0                  |
| 4e                 | 9 août             | 0                              | 0                                  | 0                                   | 0                  |
| 5e                 | 10 août            | 0                              | 0                                  | 0                                   | 0                  |
| 6e                 | 11 août            | 1                              | 0                                  | 0                                   | 1                  |
| 7e                 | 12 août            | 0                              | 1                                  | 0                                   | 1                  |
| 8e                 | 13 août            | 0                              | 0                                  | 2                                   | 2                  |
| 9e                 | 14 août            | 0                              | 0                                  | 0                                   | 0                  |
| 10e                | 15 août            | 0                              | 0                                  | 0                                   | 0                  |
| 11e                | 16 août            | 0                              | 0                                  | 0                                   | 0                  |
| 12e                | 17 août            | 0                              | 0                                  | 0                                   | 0                  |
| 13e                | 18 août            | 0                              | 0                                  | 0                                   | 0                  |
| 14e                | 19 août            | 0                              | 0                                  | 0                                   | 0                  |
| 15e                | 20 août            | 0                              | 0                                  | 0                                   | 0                  |
| 16e                | 21 août            | 0                              | 0                                  | 1                                   | 1                  |
| Total              | Total              | 1                              | 1                                  | 3                                   | 5                  |

| Médailles par sexe | Médailles par sexe             | Médailles par sexe                 | Médailles par sexe                  | Médailles par sexe |
| ------------------ | ------------------------------ | ---------------------------------- | ----------------------------------- | ------------------ |
| Sexe               | Médaille d'or, Jeux olympiques | Médaille d'argent, Jeux olympiques | Médaille de bronze, Jeux olympiques | Total              |
| Hommes             | 0                              | 1                                  | 2                                   | 3                  |
| Femmes             | 1                              | 0                                  | 1                                   | 2                  |
| Mixte              | 0                              | 0                                  | 0                                   | 0                  |
| Total              | 1                              | 1                                  | 3                                   | 5                  |

## Athlétisme
Hommes
Courses
| Athlète         | Épreuve      | Finale        | Finale  |
| Athlète         | Épreuve      | Temps         | Rang    |
| --------------- | ------------ | ------------- | ------- |
| Marius Cocioran | 50 km marche | Abandon       | Abandon |
| Narcis Mihăilă  | 50 km marche | 4 h 02 min 46 | 31e     |
| Marius Ionescu  | Marathon     | 2 h 17 min 27 | 37e     |
| Nicolae Soare   | Marathon     | 2 h 31 min 53 | 127e    |

Concours
| Athlète      | Épreuve         | Qualifications | Qualifications | Finale      | Finale  |
| Athlète      | Épreuve         | Performance    | Rang           | Performance | Rang    |
| ------------ | --------------- | -------------- | -------------- | ----------- | ------- |
| Marian Oprea | Triple saut     | Pas de marque  | Pas de marque  | Éliminé     | Éliminé |
| Andrei Gag   | Lancer du poids | 20,40 m        | 13e (E)        | Éliminé     | Éliminé |

Femmes
Courses
| Bianca Răzor                                                                               | 400 m            | 52 s 42       | 33e (E)   | Éliminée      | Éliminée  | Éliminée      | Éliminée  |           |           |
| Claudia Bobocea                                                                            | 800 m            | 2 min 03 s 75 | 51e (E)   | Éliminée      | Éliminée  | Éliminée      | Éliminée  |           |           |
| Florina Pierdevară                                                                         | 800 m            | 2 min 03 s 32 | 50e (E)   | Éliminée      | Éliminée  | Éliminée      | Éliminée  |           |           |
| Florina Pierdevară                                                                         | 1500 m           | 4 min 11 s 55 | 25e (E)   | Éliminée      | Éliminée  | Éliminée      | Éliminée  |           |           |
| Ancuța Bobocel                                                                             | 3000 m steeple   | Non couru     | Non couru | 9 min 46 s 28 | 38e (E)   | Éliminée      | Éliminée  | Éliminée  | Éliminée  |
| Andreea Arsine                                                                             | 20 km marche     | Non couru     | Non couru | Non couru     | Non couru | 1 h 38 min 16 | 45e       |           |           |
| Claudia Ștef                                                                               | 20 km marche     | Non couru     | Non couru | Non couru     | Non couru | 1 h 41 min 47 | 57e       |           |           |
| Ana Rodean                                                                                 | 20 km marche     | Non couru     | Non couru | Non couru     | Non couru | 1 h 38 min 42 | 50e       |           |           |
| Daniela Cârlan                                                                             | Marathon         | Non couru     | Non couru | Non couru     | Non couru | Abandon       | Abandon   |           |           |
| Paula Todoran                                                                              | Marathon         | Non couru     | Non couru | Non couru     | Non couru | 2 h 48 min 54 | 101e      |           |           |
| Adelina Pastor Anamaria Ioniță Andrea Miklós Bianca Răzor Florina Pierdevară Sanda Belgyan | Relais 4 x 400 m | 3 min 29 s 87 | 14e (E)   | Non couru     | Non couru | Éliminées     | Éliminées | Éliminées | Éliminées |

Concours
| Athlètes        | Épreuve          | Qualification | Qualification | Finale       | Finale   |
| Athlètes        | Épreuve          | Performances  | Rang          | Performances | Rang     |
| --------------- | ---------------- | ------------- | ------------- | ------------ | -------- |
| Cristina Bujin  | Triple saut      | 13,38 m       | 30e (E)       | Éliminée     | Éliminée |
| Elena Panțuroiu | Triple saut      | 14,00 m       | 16e (E)       | Éliminée     | Éliminée |
| Alina Rotaru    | Saut en longueur | 6,40 m        | 18e (E)       | Éliminée     | Éliminée |

## Aviron
Légende: FA = finale A (médaille) ; FB = finale B (pas de médaille) ; FC = finale C (pas de médaille) ; FD = finale D (pas de médaille) ; FE = finale E (pas de médaille) ; FF = finale F (pas de médaille) ; SA/B = demi-finales A/B ; SC/D = demi-finales C/D ; SE/F = demi-finales E/F ; QF = quarts de finale; R= repêchage
Hommes
| Athlète                                                                           | Compétition         | Séries        | Séries  | Repêchage     | Repêchage | Demi-finales  | Demi-finales  | Finale        | Finale |
| Athlète                                                                           | Compétition         | Temps         | Rang    | Temps         | Rang      | Temps         | Rang          | Temps         | Rang   |
| --------------------------------------------------------------------------------- | ------------------- | ------------- | ------- | ------------- | --------- | ------------- | ------------- | ------------- | ------ |
| George Alexandru Palamariu Cristi-Ilie Pîrghie                                    | Deux sans barreur   | 6 min 51 s 71 | 3e SA/B | Exempt        | Exempt    | 6 min 48 s 17 | 6e FB         | 7 min 13 s 68 | 12e    |
| Vlad-Dragos Aicoboae Marius Vasile Cozmiuc Constantin Adam Toader-Andrei Gontarau | Quatre sans barreur | 6 min 02 s 56 | 4e R    | 6 min 39 s 64 | 4e        | Pas qualifiés | Pas qualifiés | Pas qualifiés | 13e    |

Femmes
| Athlète | Compétition                 | Séries        | Séries | Repêchage     | Repêchage | Demi-finales  | Demi-finales | Finale        | Finale                              |
| Athlète | Compétition                 | Temps         | Rang   | Temps         | Rang      | Temps         | Rang         | Temps         | Rang                                |
| --- | --------------------------- | ------------- | ------ | ------------- | --------- | ------------- | ------------ | ------------- | ----------------------------------- |
| Mădălina Bereș Laura Oprea | Deux sans barreur           | 7 min 18 s 16 | 5e R   | 7 min 55 s 25 | 1re SA/B  | 7 min 29 s 20 | 4e FB        | 7 min 19 s 63 | 9e                                  |
| Gianina-Elena Beleaga Ionela-Livia Lehaci | Deux de couple poids légers | 7 min 07 s 29 | 3e R   | 8 min 00 s 47 | 1re SA/B  | 7 min 21 s 38 | 4e FB        | 7 min 24 s 61 | 8e                                  |
| Mădălina Bereș Andreea Boghian Adelina Boguș Roxana Cogianu Iuliana Popa Laura Oprea Mihaela Petrilă Ioana Strungaru Daniela Druncea (barreur) | Huit                        | 6 min 16 s 24 | 3e R   | 6 min 32 s 63 | 2e FA     | Exempt        | Exempt       | 6 min 04 s 10 | Médaille de bronze, Jeux olympiques |

## Boxe
| Athlète      | Catégorie             | 1/16 de finale      | 1/8 de finale                    | Quart de finale     | Demi finale         | Finale              | Finale  |
| Athlète      | Catégorie             | Adversaire Résultat | Adversaire Résultat              | Adversaire Résultat | Adversaire Résultat | Adversaire Résultat | Rang    |
| ------------ | --------------------- | ------------------- | -------------------------------- | ------------------- | ------------------- | ------------------- | ------- |
| Mihai Nistor | Super-lourds (+91 kg) | exempt              | Battu par Hussein Iashaish 1 - 2 | Éliminé             | Éliminé             | Éliminé             | Éliminé |

## Cyclisme

### Cyclisme sur route
| Athlète         | Compétition            | Temps   | Rang    |
| --------------- | ---------------------- | ------- | ------- |
| Serghei Țvetcov | Course en ligne hommes | abandon | abandon |

## Escrime
| Athlète            | N° | Compétition      | 1/32 de finale   | 1/16 de finale      | 1/8 de finale                 | Quarts de finale               | Demi-finales     | Finale           | Finale  |
| Athlète            | N° | Compétition      | Adversaire Score | Adversaire Score    | Adversaire Score              | Adversaire Score               | Adversaire Score | Adversaire Score | Rang    |
| ------------------ | -- | ---------------- | ---------------- | ------------------- | ----------------------------- | ------------------------------ | ---------------- | ---------------- | ------- |
| Tiberiu Dolniceanu | 6  | Sabre individuel | NC               | bat Sun (27) 15 - 7 | bat Van Holsbeke (21) 15 - 13 | battu par Szilágyi (4) 10 - 15 | Éliminé          | Éliminé          | Éliminé |

| Athlète                                                       | N° | Compétition        | 1/32 de finale                    | 1/16 de finale                 | 1/8 de finale               | Quarts de finale               | Demi-finales               | Finale                    | Finale                         |
| Athlète                                                       | N° | Compétition        | Adversaire Score                  | Adversaire Score               | Adversaire Score            | Adversaire Score               | Adversaire Score           | Adversaire Score          | Rang                           |
| ------------------------------------------------------------- | -- | ------------------ | --------------------------------- | ------------------------------ | --------------------------- | ------------------------------ | -------------------------- | ------------------------- | ------------------------------ |
| Mălina Călugăreanu                                            | 34 | Fleuret individuel | NC                                | battue par Bulcão (31) 12 - 15 | Éliminée                    | Éliminée                       | Éliminée                   | Éliminée                  | Éliminée                       |
| Ana Maria Popescu                                             | 5  | Épée individuel    | NC                                | bat Mallo (28) 15 - 8          | battue par Choi (21) 8 - 15 | Éliminée                       | Éliminée                   | Éliminée                  | Éliminée                       |
| Simona Gherman                                                | 7  | Épée individuel    | NC                                | battue par Rembi (26) 10 - 13  | Éliminée                    | Éliminée                       | Éliminée                   | Éliminée                  | Éliminée                       |
| Simona Pop                                                    | 30 | Épée individuel    | battue par Mackinnon (35) 10 - 15 | Éliminée                       | Éliminée                    | Éliminée                       | Éliminée                   | Éliminée                  | Éliminée                       |
| Ana Maria Popescu Simona Pop Simona Gherman Loredana Dinu (R) | 2  | Épée par équipes   | NC                                | NC                             | NC                          | battent États-Unis (7) 24 - 23 | battent Russie (3) 45 - 31 | battent Chine (1) 44 - 38 | Médaille d'or, Jeux olympiques |

## Gymnastique

### Artistique
Hommes
| Athlète           | Compétition | Qualifications | Qualifications | Qualifications | Qualifications | Qualifications    | Qualifications | Qualifications | Qualifications | Finale   | Finale         | Finale   | Finale   | Finale            | Finale     | Finale  | Finale  |
| Athlète           | Compétition | Appareil       | Appareil       | Appareil       | Appareil       | Appareil          | Appareil       | Total          | Rang           | Appareil | Appareil       | Appareil | Appareil | Appareil          | Appareil   | Total   | Rang    |
| Athlète           | Compétition | Sol            | Cheval d'arçon | Anneaux        | Saut           | Barres parallèles | Barre fixe     | Total          | Rang           | Sol      | Cheval d'arçon | Anneaux  | Saut     | Barres parallèles | Barre fixe | Total   | Rang    |
| ----------------- | ----------- | -------------- | -------------- | -------------- | -------------- | ----------------- | -------------- | -------------- | -------------- | -------- | -------------- | -------- | -------- | ----------------- | ---------- | ------- | ------- |
| Andrei Muntean    | Individuel  | 13,733 53e     | 12,500 67e     | 13,700 55e     | 14,483 13e     | 15,466 15e (Q)    | 13,833 49e     | 83,865         | 36e            | Éliminé  | Éliminé        | Éliminé  | Éliminé  | Éliminé           | Éliminé    | Éliminé | Éliminé |
| Marian Drăgulescu | Individuel  | 12,800 67e     | -              | -              | 15,283 5e (Q)  | -                 | 12,166 70e     | -              | -              | NC       | NC             | NC       | NC       | NC                | NC         | NC      | NC      |

Finales individuelles
| Athlète           | Compétition       | Appareil | Appareil       | Appareil | Appareil | Appareil          | Appareil   | Total  | Rang |
| Athlète           | Compétition       | Sol      | Cheval d'arçon | Anneaux  | Saut     | Barres parallèles | Barre fixe | Total  | Rang |
| ----------------- | ----------------- | -------- | -------------- | -------- | -------- | ----------------- | ---------- | ------ | ---- |
| Andrei Muntean    | Barres parallèles | NC       | NC             | NC       | NC       | 15,600            | NC         | 15,600 | 6e   |
| Marian Drăgulescu | Saut de cheval    | NC       | NC             | NC       | 15,449   | NC                | NC         | 15,449 | 4e   |

Femmes
| Athlète        | Compétition | Qualifications | Qualifications | Qualifications      | Qualifications | Qualifications | Qualifications | Finale   | Finale   | Finale              | Finale   | Finale | Finale |
| Athlète        | Compétition | Appareil       | Appareil       | Appareil            | Appareil       | Total          | Rang           | Appareil | Appareil | Appareil            | Appareil | Total  | Rang   |
| Athlète        | Compétition | Sol            | Saut           | Barres asymétriques | Poutre         | Total          | Rang           | Sol      | Saut     | Barres asymétriques | Poutre   | Total  | Rang   |
| -------------- | ----------- | -------------- | -------------- | ------------------- | -------------- | -------------- | -------------- | -------- | -------- | ------------------- | -------- | ------ | ------ |
| Cătălina Ponor | Individuel  | 14,200 14e     | -              | -                   | 14,900 5e Q    | -              | -              | NC       | NC       | NC                  | NC       | NC     | NC     |

Finales individuelles
| Athlète        | Compétition | Appareil | Appareil | Appareil            | Appareil | Total  | Rang |
| Athlète        | Compétition | Sol      | Saut     | Barres asymétriques | Poutre   | Total  | Rang |
| -------------- | ----------- | -------- | -------- | ------------------- | -------- | ------ | ---- |
| Cătălina Ponor | Poutre      | NC       | NC       | NC                  | 14,000   | 14,000 | 7e   |

### Rythmique
| Athlète              | Compétition | Qualification | Qualification | Qualification | Qualification | Qualification | Qualification | Finale   | Finale   | Finale   | Finale   | Finale   | Finale   |
| Athlète              | Compétition | Cerceau       | Ballon        | Massue        | Ruban         | Total         | Rang          | Cerceau  | Ballon   | Massue   | Ruban    | Total    | Rang     |
| -------------------- | ----------- | ------------- | ------------- | ------------- | ------------- | ------------- | ------------- | -------- | -------- | -------- | -------- | -------- | -------- |
| Ana Luiza Filiorianu | Individuel  | 16,850        | 16,800        | 16,808        | 17,000        | 67,458        | 22e           | Éliminée | Éliminée | Éliminée | Éliminée | Éliminée | Éliminée |

## Haltérophilie
| Athlète           | Compétition | Arraché  | Arraché | Épaulé-jeté | Épaulé-jeté | Total   | Rang                                |
| Athlète           | Compétition | Résultat | Rang    | Résultat    | Rang        | Total   | Rang                                |
| ----------------- | ----------- | -------- | ------- | ----------- | ----------- | ------- | ----------------------------------- |
| Dumitru Captari   | -77 kg      | 145 kg   |         | Abandon     | Abandon     | Abandon | Abandon                             |
| Gabriel Sâncrăian | -85 kg      | 173 kg   |         | 217 kg      |             | 390 kg  | Médaille de bronze, Jeux olympiques |

| Athlète               | Compétition | Arraché  | Arraché | Épaulé-jeté | Épaulé-jeté | Total   | Rang    |
| Athlète               | Compétition | Résultat | Rang    | Résultat    | Rang        | Total   | Rang    |
| --------------------- | ----------- | -------- | ------- | ----------- | ----------- | ------- | ------- |
| Florina Sorina Hulpan | -69 kg      | 100 kg   |         | Abandon     | Abandon     | Abandon | Abandon |
| Andreea Aanei         | +75 kg      | 120 kg   |         | 145 kg      |             | 265 kg  | 8e      |

## Handball

### Tournoi féminin
L'équipe de Roumanie de handball féminin se qualifie pour les Jeux en remportant le tournoi mondial 2 de qualification olympique 2016.
Les résultats de la poule de la Roumanie sont :
|   | Équipe     | Pts | J | G | N | P | Bp  | Bc  | Diff | Dép |
| - | ---------- | --- | - | - | - | - | --- | --- | ---- | --- |
| 1 | Brésil     | 8   | 5 | 4 | 0 | 1 | 138 | 117 | 21   | +3  |
| 2 | Norvège    | 8   | 5 | 4 | 0 | 1 | 141 | 121 | 20   | -3  |
| 3 | Espagne    | 6   | 5 | 3 | 0 | 2 | 125 | 116 | 9    | -   |
| 4 | Angola     | 4   | 5 | 2 | 0 | 3 | 116 | 128 | -12  | +4  |
| 5 | Roumanie   | 4   | 5 | 2 | 0 | 3 | 108 | 119 | -11  | -4  |
| 6 | Monténégro | 0   | 5 | 0 | 0 | 5 | 107 | 134 | -27  | -   |

|  | Qualifié pour les quarts de finale                                                                                     |
|  | Éliminé |
|  | Pts points ; J joués ; G victoires ; N nuls ; P défaites BP buts marqués ; BC buts encaissés ; Diff différence de buts |

Le détail des rencontres de l'équipe de Roumanie est le suivant :
| 7 août 2016 00 h 50 CEST | Roumanie  | 19 - 23  | Angola     | Future Arena, Rio de Janeiro Arbitrage : Seok Lee & Bonok Koo |
| 7 août 2016 00 h 50 CEST | (8) Neagu | (9 - 11) | (5) Guialo | Future Arena, Rio de Janeiro Arbitrage : Seok Lee & Bonok Koo |
| 7 août 2016 00 h 50 CEST | Rapport   |          |            | Future Arena, Rio de Janeiro Arbitrage : Seok Lee & Bonok Koo |

| 8 août 2016 21 h 40 CEST | Brésil   | 26 - 13  | Roumanie  | Future Arena, Rio de Janeiro Arbitrage : Charlotte Bonaventura & Julie Bonaventura |
| 8 août 2016 21 h 40 CEST | (8) Belo | (14 - 9) | (6) Neagu | Future Arena, Rio de Janeiro Arbitrage : Charlotte Bonaventura & Julie Bonaventura |
| 8 août 2016 21 h 40 CEST | Rapport  |          |           | Future Arena, Rio de Janeiro Arbitrage : Charlotte Bonaventura & Julie Bonaventura |

| 10 août 2016 16 h 30 CEST | Roumanie   | 25 - 21  | Monténégro    | Future Arena, Rio de Janeiro Arbitrage : Tamer Elsayed & Mohamed Rashed |
| 10 août 2016 16 h 30 CEST | (10) Neagu | (11 - 9) | (9) Bulatović | Future Arena, Rio de Janeiro Arbitrage : Tamer Elsayed & Mohamed Rashed |
| 10 août 2016 16 h 30 CEST | Rapport    |          |               | Future Arena, Rio de Janeiro Arbitrage : Tamer Elsayed & Mohamed Rashed |

| 12 août 2016 19 h 40 CEST | Roumanie  | 24 - 21   | Espagne                        | Future Arena, Rio de Janeiro Arbitrage : Charlotte Bonaventura & Julie Bonaventura |
| 12 août 2016 19 h 40 CEST | (9) Neagu | (13 - 11) | (4) Martín (4) Pena (4) Cabral | Future Arena, Rio de Janeiro Arbitrage : Charlotte Bonaventura & Julie Bonaventura |
| 12 août 2016 19 h 40 CEST | Rapport   |           |                                | Future Arena, Rio de Janeiro Arbitrage : Charlotte Bonaventura & Julie Bonaventura |

| 14 août 2016 21 h 40 CEST | Norvège         | 28 - 27   | Roumanie   | Future Arena, Rio de Janeiro Arbitrage : Victoria Alpaidze & Tatyana Berezkina |
| 14 août 2016 21 h 40 CEST | (7) Kristiansen | (14 - 13) | (11) Neagu | Future Arena, Rio de Janeiro Arbitrage : Victoria Alpaidze & Tatyana Berezkina |
| 14 août 2016 21 h 40 CEST | Rapport         |           |            | Future Arena, Rio de Janeiro Arbitrage : Victoria Alpaidze & Tatyana Berezkina |

## Judo
| Athlète      | Compétition    | Seizième tour       | Huitième de finale             | Quart de finale     | Demi-finale         | Repêchage 1         | Repêchage 2         | Finale              | Rang    |
| Athlète      | Compétition    | Adversaire Résultat | Adversaire Résultat            | Adversaire Résultat | Adversaire Résultat | Adversaire Résultat | Adversaire Résultat | Adversaire Résultat | Rang    |
| ------------ | -------------- | ------------------- | ------------------------------ | ------------------- | ------------------- | ------------------- | ------------------- | ------------------- | ------- |
| Daniel Natea | Plus de 100 kg | bat Yea-on 100 - 0  | battu par Tangriev 0s1 - 110s1 | Éliminé             | Éliminé             | Éliminé             | Éliminé             | Éliminé             | Éliminé |

| Athlète          | Compétition    | Seizième tour                  | Huitième de finale    | Quart de finale              | Demi-finale                 | Repêchage 1         | Repêchage 2         | Finale              | Rang     |
| Athlète          | Compétition    | Adversaire Résultat            | Adversaire Résultat   | Adversaire Résultat          | Adversaire Résultat         | Adversaire Résultat | Adversaire Résultat | Adversaire Résultat | Rang     |
| ---------------- | -------------- | ------------------------------ | --------------------- | ---------------------------- | --------------------------- | ------------------- | ------------------- | ------------------- | -------- |
| Monica Ungureanu | Moins de 48 kg | battue par Van Snick 0s1 - 100 | Éliminée              | Éliminée                     | Éliminée                    | Éliminée            | Éliminée            | Éliminée            | Éliminée |
| Andreea Chițu    | Moins de 52 kg | exempte                        | bat Gómez 100 - 0     | battue par Giuffrida 0 - 1s2 | Éliminée                    | Éliminée            | Éliminée            | Éliminée            | Éliminée |
| Corina Căprioriu | Moins de 57 kg | exempte                        | bat Gjakova 2s3 - 0s1 | bat Lien 100 - 0             | battue par Silva 0s1 - 10s1 | Éliminée            | Éliminée            | Éliminée            | Éliminée |

## Lutte
| Athlète              | Compétition          | Qualification           | Huitièmes de finale  | Quarts de finale           | Demi-finales        | Repêchage 1         | Repêchage 2         | Finale Match pour la médaille de bronze | Finale Match pour la médaille de bronze |
| Athlète              | Compétition          | Adversaire Résultat     | Adversaire Résultat  | Adversaire Résultat        | Adversaire Résultat | Adversaire Résultat | Adversaire Résultat | Adversaire Résultat                     | Rang                                    |
| -------------------- | -------------------- | ----------------------- | -------------------- | -------------------------- | ------------------- | ------------------- | ------------------- | --------------------------------------- | --------------------------------------- |
| Ion Panait           | Gréco-romaine -66 kg | Battu par Albiyev 1 - 3 | Éliminé              | Éliminé                    | Éliminé             | Éliminé             | Éliminé             | Éliminé                                 | Éliminé                                 |
| Alin Alexuc-Ciurariu | Gréco-romaine -98 kg | exempt                  | Bat Abdelwahab 3 - 1 | Battu par Aleksanyan 0 - 4 | -                   | exempt              | Bat Timoncini 3 - 1 | Battu par İldem 0 - 3                   | 5e                                      |
| Ivan Guidea          | Libre -57 kg         | exempt                  | Bat Atlı 3 - 1       | Battu par Dubov 0 - 5      | Éliminé             | Éliminé             | Éliminé             | Éliminé                                 | Éliminé                                 |
| Albert Saritov       | Libre -97 kg         | exempt                  | Bat Ceban 3 - 1      | Battu par Snyder 1 - 3     | -                   | exempt              | Bat Cortina 3 - 1   | Bat Odikadze 4 - 0                      | Médaille de bronze, Jeux olympiques     |

| Athlète    | Compétition  | Qualification       | Huitièmes de finale    | Quarts de finale    | Demi-finales        | Repêchage 1         | Repêchage 2         | Finale Match pour la médaille de bronze | Finale Match pour la médaille de bronze |          |
| Athlète    | Compétition  | Adversaire Résultat | Adversaire Résultat    | Adversaire Résultat | Adversaire Résultat | Adversaire Résultat | Adversaire Résultat | Adversaire Résultat                     | Rang                                    |          |
| ---------- | ------------ | ------------------- | ---------------------- | ------------------- | ------------------- | ------------------- | ------------------- | --------------------------------------- | --------------------------------------- | -------- |
| Emilia Vuc | Libre -48 kg | exempte             | Battu par Phogat 0 - 4 | Éliminée            | Éliminée            | Éliminée            | Éliminée            | Éliminée                                | Éliminée                                | Éliminée |

## Natation

### Natation sportive
| Athlète                                                 | Épreuve              | Séries        | Séries  | Demi-finales | Demi-finales | Finale   | Finale   |
| Athlète                                                 | Épreuve              | Temps         | Rang    | Temps        | Rang         | Temps    | Rang     |
| ------------------------------------------------------- | -------------------- | ------------- | ------- | ------------ | ------------ | -------- | -------- |
| Norbert Trandafir                                       | 50 m nage libre      | 22 s 10       | 16e (Q) | 21 s 99      | 14e (E)      | Éliminé  | Éliminé  |
| Marius Radu                                             | 100 m nage libre     | 49 s 57       | 38e (E) | Éliminé      | Éliminé      | Éliminé  | Éliminé  |
| Robert Glință                                           | 100 m dos            | 53 s 51       | 9e (Q)  | 53 s 34      | 8e (Q)       | 53 s 50  | 8e       |
| Robert Glință                                           | 200 m dos            | 1 min 57 s 91 | 18e (E) | Éliminé      | Éliminé      | Éliminé  | Éliminé  |
| Alin Coste Daniel Macovei Marius Radu Norbert Trandafir | 4 × 100 m nage libre | 3 min 17 s 03 | 14e (E) | NC           | NC           | Éliminés | Éliminés |

| Athlète          | Épreuve          | Séries  | Séries  | Demi-finales | Demi-finales | Finale   | Finale   |
| Athlète          | Épreuve          | Temps   | Rang    | Temps        | Rang         | Temps    | Rang     |
| ---------------- | ---------------- | ------- | ------- | ------------ | ------------ | -------- | -------- |
| Ana-Iulia Dascăl | 100 m nage libre | 58 s 72 | 36e (E) | Éliminée     | Éliminée     | Éliminée | Éliminée |

## Tennis
| Athlète (numéro de tête de série) | 1/32 de finale                   | 1/16 de finale                 | 1/8 de finale       | Quarts de finale    | Demi-finales        | Match pour la médaille de bronze | Finale              |
| Athlète (numéro de tête de série) | Adversaire Résultat              | Adversaire Résultat            | Adversaire Résultat | Adversaire Résultat | Adversaire Résultat | Adversaire Résultat              | Adversaire Résultat |
| --------------------------------- | -------------------------------- | ------------------------------ | ------------------- | ------------------- | ------------------- | -------------------------------- | ------------------- |
| Andreea Mitu                      | battue par Muguruza (3) 6-2, 6-2 | Éliminée                       | Éliminée            | Éliminée            | Éliminée            | Éliminée                         | Éliminée            |
| Irina-Camelia Begu                | battue par Hibino 6-4, 3-6, 6-3  | Éliminée                       | Éliminée            | Éliminée            | Éliminée            | Éliminée                         | Éliminée            |
| Monica Niculescu                  | bat Cepede Royg 6-2, 6-3         | battue par Kuznetsova (8) W.O. | Éliminée            | Éliminée            | Éliminée            | Éliminée                         | Éliminée            |

| Athlètes (numéro de tête de série) | 1/16 de finale                    | 1/8 de finale                               | Quarts de finale                        | Demi-finales                    | Match pour la médaille de bronze | Finale                                     |
| Athlètes (numéro de tête de série) | Adversaire Résultat               | Adversaire Résultat                         | Adversaire Résultat                     | Adversaire Résultat             | Adversaire Résultat              | Adversaire Résultat                        |
| ---------------------------------- | --------------------------------- | ------------------------------------------- | --------------------------------------- | ------------------------------- | -------------------------------- | ------------------------------------------ |
| Florin Mergea / Horia Tecău (5)    | battent Delbonis / Duran 6-3, 6-2 | battent González / Reyes-Varela 6-3, 7-6(9) | battent Melo / Soares (3) 6-4, 5-7, 6-2 | battent Johnson / Sock 6-3, 7-5 | -                                | battus par Nadal / López · 2-6, 6-3, 4-6 · |

| Athlètes (numéro de tête de série)    | 1/16 de finale                            | 1/8 de finale                               | Quarts de finale    | Demi-finales        | Match pour la médaille de bronze | Finale              |
| Athlètes (numéro de tête de série)    | Adversaire Résultat                       | Adversaire Résultat                         | Adversaire Résultat | Adversaire Résultat | Adversaire Résultat              | Adversaire Résultat |
| ------------------------------------- | ----------------------------------------- | ------------------------------------------- | ------------------- | ------------------- | -------------------------------- | ------------------- |
| Andreea Mitu / Raluca Olaru           | battent Babos / Jani 6-3, 6-4             | battues par Makarova / Vesnina (7) 6-1, 6-4 | éliminées           | éliminées           | éliminées                        | éliminées           |
| Irina-Camelia Begu / Monica Niculescu | battues par Chan / Chan (3) 7-5, 4-6, 3-6 | éliminées                                   | éliminées           | éliminées           | éliminées                        | éliminées           |

| Athlètes (numéro de tête de série) | 1/16 de finale                                | 1/8 de finale                           | Quarts de finale    | Demi-finales        | Match pour la médaille de bronze | Finale              |
| Athlètes (numéro de tête de série) | Adversaire Résultat                           | Adversaire Résultat                     | Adversaire Résultat | Adversaire Résultat | Adversaire Résultat              | Adversaire Résultat |
| ---------------------------------- | --------------------------------------------- | --------------------------------------- | ------------------- | ------------------- | -------------------------------- | ------------------- |
| Irina-Camelia Begu / Horia Tecău   | battent Radwańska / Kubot 4-6, 7-6(1), 1-0(8) | battus par Hradecká / Štěpánek 4-6, 5-7 | éliminés            | éliminés            | éliminés                         | éliminés            |

## Tennis de table
| Athlète(s) (numéro de tête de série) | Compétition | Tour préliminaire | 1er tour               | 2e tour                 | 3e tour                     | 4e tour                   | Quarts de finale | Demi-finales     | Finale           | Finale  |
| Athlète(s) (numéro de tête de série) | Compétition | Adversaire Score  | Adversaire Score       | Adversaire Score        | Adversaire Score            | Adversaire Score          | Adversaire Score | Adversaire Score | Adversaire Score | Rang    |
| ------------------------------------ | ----------- | ----------------- | ---------------------- | ----------------------- | --------------------------- | ------------------------- | ---------------- | ---------------- | ---------------- | ------- |
| Ovidiu Ionescu (46)                  | Simple      | exempt            | bat Alamian (52) 4 - 1 | bat Gardos (31) 4 - 1   | battu par Freitas (8) 1 - 4 | Éliminé                   | Éliminé          | Éliminé          | Éliminé          | Éliminé |
| Adrian Crișan (50)                   | Simple      | exempt            | bat Achanta (44) 4 - 1 | bat Lebesson (23) 4 - 3 | bat Lee (12) 4 - 3          | battu par Zhang (2) 0 - 4 | Éliminé          | Éliminé          | Éliminé          | Éliminé |

| Athlète (numéro de tête de série)                     | Compétition | Tour préliminaire | 1er tour                                                    | 2e tour            | 3e tour                       | 4e tour          | Quarts de finale | Demi-finales     | Finale           | Finale    |
| Athlète (numéro de tête de série)                     | Compétition | Adversaire Score  | Adversaire Score                                            | Adversaire Score   | Adversaire Score              | Adversaire Score | Adversaire Score | Adversaire Score | Adversaire Score | Rang      |
| ----------------------------------------------------- | ----------- | ----------------- | ----------------------------------------------------------- | ------------------ | ----------------------------- | ---------------- | ---------------- | ---------------- | ---------------- | --------- |
| Elizabeta Samara (18)                                 | Simple      | exempte           | exempte                                                     | bat Gui (55) 4 - 0 | battue par Ding (1) 0 - 4     | Éliminée         | Éliminée         | Éliminée         | Éliminée         | Éliminée  |
| Daniela Dodean (34)                                   | Simple      | exempte           | bat Das (57) 4 - 0                                          | bat Li (19) 4 - 1  | battue par Fukuhara (6) 0 - 4 | Éliminée         | Éliminée         | Éliminée         | Éliminée         | Éliminée  |
| Elizabeta Samara Daniela Dodean Bernadette Szőcs (10) | Par équipes | NC                | Battus par Corée du Sud (7) 2 - 3 (0-3, 3-0, 1-3, 3-1, 2-3) | NC                 | NC                            | NC               | Éliminées        | Éliminées        | Éliminées        | Éliminées |

## Tir
| Athlète                | Compétition                  | Qualification | Qualification | Finale  | Finale  |
| Athlète                | Compétition                  | Points        | Rang          | Points  | Rang    |
| ---------------------- | ---------------------------- | ------------- | ------------- | ------- | ------- |
| Alin George Moldoveanu | Carabine à 10 m air comprimé | 622,7         | 19e (E)       | Éliminé | Éliminé |